# 黛兒塔
黛兒塔·古德倫AM（英語：Delta Goodrem，1984年11月9日—），澳洲創作歌手，獲得多次澳洲音樂大獎。15歲時與新力唱片簽約，2002年開始嶄露光芒，在澳洲著名肥皂劇《家有芳鄰》（Neighbours）中飾演 Nina Tucker。 她的音樂作品以流行音樂和抒情歌曲為主，並大量使用鋼琴，她常在表演中赤腳演奏鋼琴。 黛兒塔的音樂受到古典樂及成人抒情音樂影響很大，有時也會加入其他曲風如另類流行、鋼琴流行、舞曲等等。

## 生涯經歷

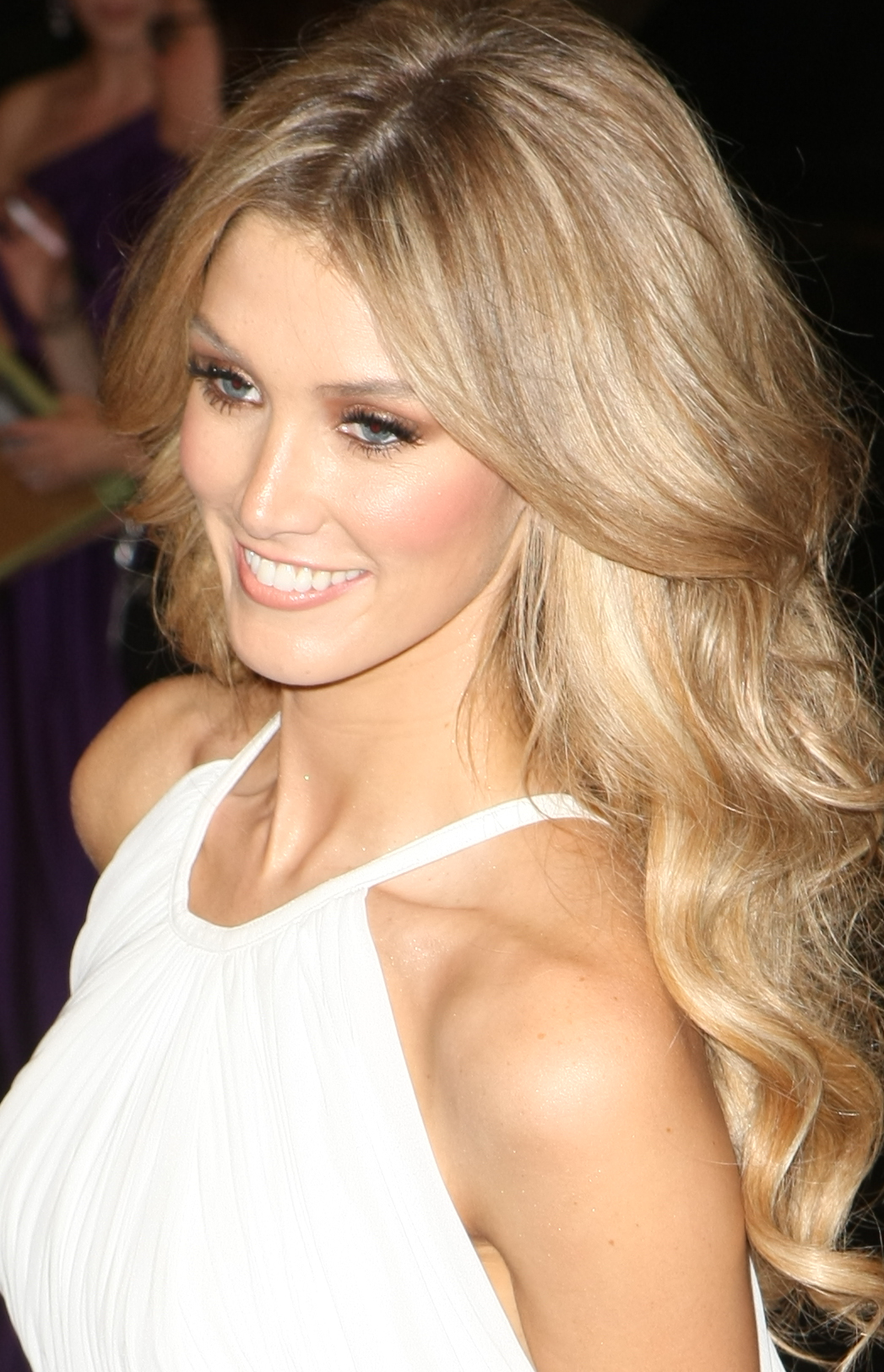
2012年洛吉奖上的黛兒塔·古德倫

目前黛兒塔已在澳洲獲得八張冠軍單曲，以及多張英國前十名單曲。2003年的首張專輯《純真眼眸》讓她成為澳洲史上最暢銷的女歌手之一，共長達29周位居排行榜冠軍，並空降英國排行榜亞軍。 總計在澳洲賣出超過100萬張，在全球各地也有150萬張的銷售量。 2004年的代表作《錯的多美麗》不僅登上澳洲排行榜冠軍，銷售量達到五白金。目前兩張專輯已在全球賣出超過350萬張。 2005年開始在澳洲舉行首次巡迴演唱會「The Visualise Tour」。
2003年，當時18歲的黛兒塔被診斷出罹患霍奇金淋巴瘤（一種會影響免疫系統的癌症）。目前她已接受了完整的治療並且成立癌症基金會。
2007年10月20日，黛兒塔發行了第三張專輯《美麗再續》，再度登上冠軍。她也試著開拓其他市場，像是遠東地區與美國。2009年1月，黛兒塔將在澳洲展開「Believe Again Tour」巡迴演唱會。 到目前為止，黛兒塔全球專輯銷售量達到五百萬，加上單曲已達六百萬張。

## 傳記

### 童年生活
1984年11月9日黛兒塔在雪梨出生，有個弟弟 Trent Goodrem。黛兒塔從小就展現出對音樂的興趣。就讀 The Hills Grammar School 時，學校的課程安排比較重視體育（黛兒塔參加了籃網球、賽跑與游泳）而不是音樂。7歲時她在美國知名的玩具公司 Galoob 的廣告中演出。10歲開始彈奏鋼琴並且開始上歌唱、跳舞及演戲課程。之後她參與了許多廣告，也在一些著名的電視影集中擔任小角色。
13歲黛兒塔用在電視上演出所賺得的錢錄製了一張5首歌的 Demo，並將 Demo 寄給她所支持的悉尼天鵝，這份 Demo 之後被轉交給一位經紀人 Glenn Wheatley，這位經紀人就是知名澳洲藝人小河流合唱團（Little River Band）和約翰·法漢（John  Farnham）的幕後推手。在發現黛兒塔有歌手的潛力之後，Wheatley 將她納入獨立廠牌 Empire Records 之下。 從1999年6月到2000年9月，她在與製作人 Paul Higgins 和 Trevor Carter 的合作之下，錄製了一張13首歌的專輯《Delta》，在這張專輯中看見了一位15歲小女孩渴望成為辣妹合唱團、布蘭妮以及曼蒂·摩爾的野心。

### 2001–2003：事業起飛、《Neighbours》與《純真眼眸》
黛兒塔在15歲時與新力簽下唱片合約，並開始錄製專輯。2001年11月推出首張單曲《I Don't Care》，但成績不盡理想，僅僅得到64名。 專輯和接下來的第二張單曲《A Year Ago Today》的成績都未見起色，讓黛兒塔及新力唱片重新評估未來的音樂方向。2002年，她在著名的肥皂劇《Neighbours》中飾演一位害羞但渴望成為歌手的女孩 Nina Tucker，黛兒塔藉此重新發展他的音樂事業。她與 Audius Mtawarira 共同創作，以鋼琴為主的抒情單曲《勇闖天涯》首次在劇中發表，並成為他第一張澳洲排行榜冠軍單曲，同時也進入英國榜第三名。 她在劇中的角色為她贏得2003年 Logie Awards「最受歡迎新進藝人」以及另外兩項提名。
2003年1月，《沒有你而迷失》再度登上澳洲排行榜冠軍 以及英國排行榜第四名。大部分由黛兒塔自己創作的首張專輯《純真眼眸》於三月發行並登上排行榜冠軍，打破之前由約翰·法漢的《Whispering Jack》（1986）所保持的連續25周冠軍記錄，並追平尼爾·戴門的《Hot August Night》（1972）所擁有的史上第二長29周冠軍記錄。 這張成為2003年澳洲年度最暢銷專輯，並賣出超過百萬張，在全球銷售量總計超過250萬張。 另外還在英國排行榜獲得亞軍。
《絕不是我》在她宣佈罹患癌症後發行，並成為她第四張澳洲冠軍單曲，超越之前由凱莉·米洛的首張專輯《Kylie》所保持的三張冠軍單曲記錄。
之後黛兒塔結束了電視劇及音樂的表演並在八月初宣布將不再與 Glenn Wheatley 簽約，母親 Lea Goodrem 將會成為新的經紀人。 同一個月她贏得了包括最佳女歌手在內的八項澳洲音樂大獎，超越在1999年娜塔莉（Natalie Imbruglia）所創下的六座獎項記錄。 她的首張DVD《Delta》成為澳洲史上本土歌手最暢銷的音樂 DVD，創下12白金的銷售量。 12月，只在澳洲發行的《毫無創意》成為第5張冠軍單曲。

### 2004–2006：《錯的多美麗》、電影初次演出與「The Visualise Tour」
2003年年底黛兒塔開始籌備第二張專輯。2004年9月，她成為澳洲百事可樂的代言人。 10月，與 Guy Chambers 共同創作及製作的單曲《Out of the Blue》登上澳洲排行榜冠軍及英國排行榜第九名。10月推出自有的內衣品牌「Delta by Annabella」。
第二張專輯《錯的多美麗》，由於先前對抗病魔長達1年的艱辛，使得這張專輯主題偏向黑暗， 於11月初推出並獲得澳洲排行榜冠軍、紐西蘭排行榜前十名，但在英國只獲得25名。與愛爾蘭歌手布萊恩（Brian McFadden）合作的《Almost Here》獲得第三名的好成績，並成為第七張澳洲冠軍單曲以及第一張愛爾蘭排行榜冠軍。只在澳洲發行的《Mistaken Identity》、《A Little Too Late》和《Be Strong》成績一樣出色。 
2005年3月，黛兒塔參與了第一部電影演出《我的同班靚女》（Hating Alison Ashley），劇本改編自受歡迎的兒童小說。她飾演 Alison Ashley，但是票房慘淡。一些評論家認為她演出過於呆板。 四月黛兒塔前往紐約開拓美國市場並重新錄製單曲《沒有你而迷失》。她還在美國影集《North Shore》中客串演出兩集企圖增加曝光度。《Lost Without You》登上了告示牌成人抒情榜第8名，但報導指出黛兒塔對於這成績並不滿意。
七月在澳洲開始展開巡迴演唱會「The Visualise Tour」。因為其演唱會票價（每張99元澳幣）高於其他同時期在澳洲開演唱會的其他國際藝人而遭到批評，並因此銷售一直不理想。 演唱會前夕，由於票價降到每張60澳幣，造成許多地方的演唱會門票被搶購一空。巡迴演唱會結束後，總計賣出超過8萬張門票，「The Visualise Tour」成為澳洲史上票房最好的本土巡迴演唱會之一。 《The Visualise Tour: Live in Concert》於11月發行並成為第二張冠軍 DVD。
2006年3月15日在「Commonwealth Games Opening Ceremony」的表演中，對著現場超過8萬名觀眾，以及全球150萬電視觀眾發表新歌《Together We Are One》。這首單曲登上澳洲排行榜第二名，並在第五季美國偶像的前五強中，被參賽者作為表演歌曲。6月她與 Modest! Entertainment 簽下全球經紀約。 十月前往日本宣傳專輯《純真眼眸》並發行日本版單曲《Flawed》，這首單曲在日本下載榜中獲得冠軍。專輯則在日本國際榜上獲得第八名以及專輯榜第19名。11月與西城男孩一同參加英國的選秀節目《The X Factor》，在節目中共同表演《愛我所有》——收入於西城男孩第九張專輯《鍾愛一生情歌自選輯》。在聖誕夜前往墨爾本擔任年度盛會「Carols by Candlelight」的壓軸。

### 2007-2011：《美麗再續》、登陸美國與「Believe Again Tour」
2007年8月10號黛兒塔在洛杉磯拍攝《In This Life》的音樂錄影帶，同時也是動畫《拯救德爾托拉》（Deltora Quest）的片頭曲。音樂錄影帶在8月31日首播。9月15日新專輯的首張單曲《In This Life》發行。一推出便登上澳洲排行榜首位，成為在澳洲的第八張冠軍單曲。
最新的專輯《美麗再續》在2007年10月20日於澳洲發行。她形容這張作品與之前的作品《錯的多美麗》相比明亮許多。 1月時，她說「當人們開始注意你的生活，他們會試著在你的歌中找尋有關你生活的蛛絲馬跡。在這張專輯中，我只想寫出好歌，所有歌曲都是發自我內心的創作，但是沒有任何關於生活上的包袱。」 這張專輯再度空降澳洲排行榜冠軍，成為第三張冠軍專輯並接受白金唱片認證。雖然在首周銷上只達到23000張，但是12月時，專輯已達到雙白金。 在二月時則達到三白金。 

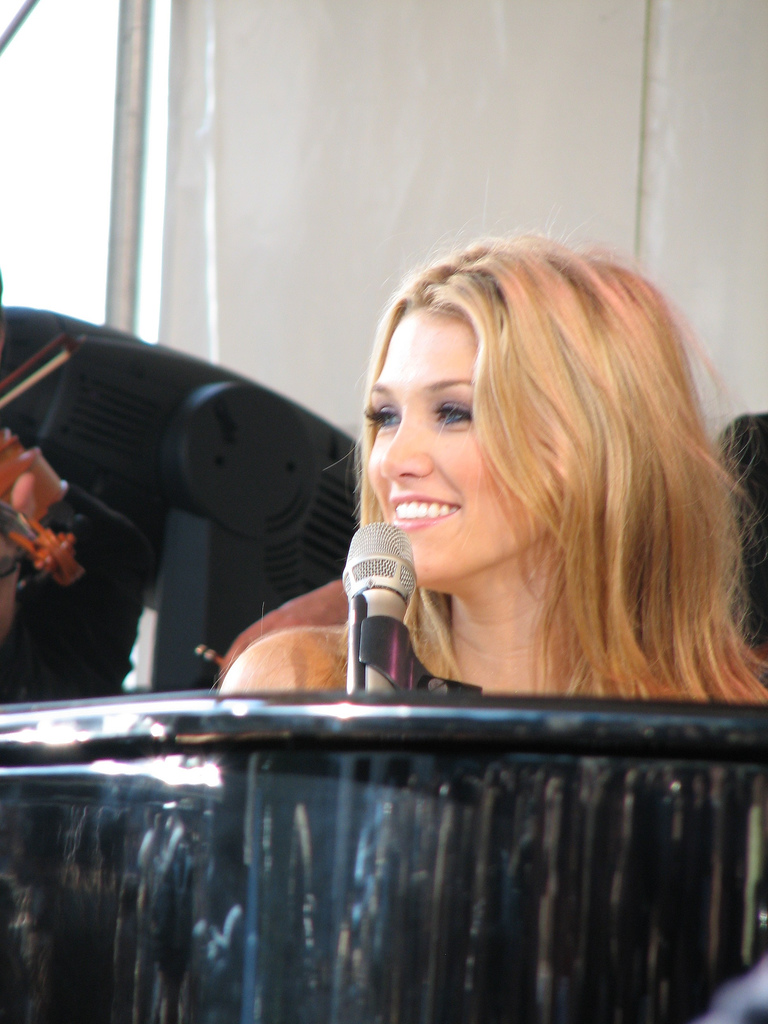
黛兒塔在澳洲宣傳時的表演

專輯中的第二張單曲《Believe Again》於12月發行。音樂錄影帶是澳洲音樂史上最昂貴的歌曲之一，也成為電台播放冠軍。 這張單曲空降澳洲單曲榜第二名。第三張單曲《You Will Only Break My Heart》在3月29日發行，登上第14名。第四張單曲《I Can't Break It To My Heart》在發行後登上第13名。   
在2008年黛兒塔將會前往巴西等新市場宣傳。 黛兒塔許多創作的歌曲被其他歌手所演唱，其中有首歌還成為2007年《挪威偶像》的冠軍曲。她寫的一首帶有中東風情的歌曲《Eyes On Me》，收錄在席琳·狄翁的專輯《為愛冒險》中。原本這首歌曲是要收錄於黛兒塔的專輯當中。《Eyes On Me》將在2008年1月於英國發行，作為新專輯的第二張單曲。
另外，她將與奧莉維亞·紐頓·強合作一首歌曲，目的是替位於墨爾本的奧莉維亞癌症醫院募款。澳洲雜誌《New Idea》已證實這項消息， 單曲名稱為《Gotta Be Right Here With You》。 3月27日和28日，黛兒塔將在雪梨的 The Seymour Centre 舉行兩場表演，她表示她「想與忠實歌迷和在論壇的好友們分享一整晚的音樂」。
2008年2月有媒體報導美國的唱片公司終止與黛兒塔的唱片契約。 不過這消息稍後遭到布萊恩否認，他在訪談中聲稱這是為了要轉換唱片廠牌。她現在已加入了水星唱片（Mercury Records）旗下。 同時他也說明黛兒塔目前人在洛杉磯拍攝新的音樂錄影帶以及專輯《美麗再續》的美國版封面。 3月，在成為第一位擁有12張冠軍作品的藝人之後，黛兒塔將被列入澳洲音樂協會的新記錄。另外，她三張專輯中的所有單曲都打進澳洲排行榜前15名，成為一項驚人的紀錄。
2008年7月，黛兒塔在美國推出他第三張專輯。專輯曲目與澳洲版本大致相同，只有一首歌（《The Guardian》）改由黛兒塔的第一首國際單曲《Born To Try》代替。《In This Life》是這張專輯第一首推出的單曲並在廣播中大量播放，登上告示牌「成人熱門單曲」（Hot Adult Top 40 Tracks）第20名。 黛兒塔前往各廣播電台進行宣傳，專輯首週登上告示牌第116名，賣出約6,000張。 並且登上「Hot Heatseekers Chart」冠軍寶座。她對於這次進軍美國表示：「這真的很棒，我沒有任何期待。我只想將我的歌帶給更多人。」 9月，她將在美國展開大量宣傳，包括在《大衛深夜秀》演出。
告示牌樂評人 Chuck Taylor 在2008年4月寫了《In This Life》這張單曲的樂評：「黛兒塔自2003年起，已在家鄉拿下8座冠軍單曲，第一張專輯占據冠軍寶座長達29週，也跨越到歐洲許多國家。她與美國哥倫比亞唱片簽約，2005年的單曲《沒有你而迷失》登上成人抒情榜前20名。被任命為重新復活的 Island Def Jam 旗下的水星唱片總裁的前新力主管 David Massey，大力支持這位23歲的歌手/創作人。《In This Life》是一部加足馬力的理想作品，展現了瘋狂的鋼琴、渦輪機般的節拍，通往愛情的歌詞和傑出的歌唱才能 — 更不用提她對媒體十分友善。全世界從她的名字認識她。現在該是美國注意的時候了。」
2008年8月，專輯中的第四張單曲《I Can't Break It To My Heart》在澳洲發行，登上澳洲單曲榜13名。
2008年9月，她宣布將在澳洲舉辦「Believe Again Tour」，演唱場地將比「Visualise Tour」還要小。她感覺新專輯的歌曲讓他們處在一個更小、更親密的環境。 她宣布了巡迴演唱的7座城市9個場次，但在門票開賣後，決定將增加場次。到目前為止，已決定將在8座城市展開14場演出。她表示，觀眾在2007年美國電影學院頒獎典禮中所看到的《Believe Again》的混音和舞蹈演出，將只是她在未來巡迴中的其中一種風格而已。
「Believe Again Tour」將從2009年1月9日開始，到2月4日結束。  
黛兒塔被提名2008年澳洲音樂獎「最暢銷單曲」和「最暢銷專輯」兩項大獎，而她最後贏得了「最暢銷專輯」。 2008年11月9日在摩納哥舉行的世界音樂獎，黛兒塔贏得了「世界最暢銷澳洲藝人」。在2010年，她和盖伊·塞巴斯蒂安被米高·積遜的家人邀請，在Michael Jackson's This Is It的澳洲首映會表演。
黛兒塔以抗癌成功的身分參與簡單計畫《Save You》音樂錄影帶的演出。

### 2009至今：《宇宙的孩子》、歌手身份出道十年和評審生涯
在與澳洲媒體的訪談中，黛兒塔透露他將開始進行新專輯的錄製工作，在2012年推出《Child of the Universe》專輯，因為個人因素，比原本推出日期遲了足足2年。她在2009年5月16日至5月18日擔任第七季澳洲偶像雪梨場的客座評審，表現贏得好評。黛兒塔成為 高伦雅芙解决方案 最新的全球代言人，與凡妮莎·威廉斯、潔西卡·辛普森一同宣傳皮膚與保健的治療法。「Believe Again Tour」的現場DVD在2009年9月18日發行，空降澳洲音樂DVD排行榜冠軍。黛兒塔也被選為第七屆尼克羅頓澳洲兒童選擇獎主持人。
在2012-2013年擔任《澳洲好聲音》的評審和錄製工作，在2014年退任，因為錄製時間較短，轉換成為兒童版澳洲好聲音評審。
在2012年，錄製《聖誕節詩歌EP》
在2013年重新錄製不插電版《純真眼眸》，來慶祝自己以歌手身份正式出道10週年。

## 個人生活
在《Teen Vogue》雜誌的專訪中，黛兒塔表示，她在巡迴中最想念的五項澳洲事物是维吉麦（一種澳洲食物，鹹的酵母醬）、澳洲足球聯盟、她的床和枕頭、和「澳洲精神」。

### 癌症
2003年18歲的黛兒塔被診斷出罹患霍奇金淋巴瘤，一種會影響人體免疫系統的癌症。為此她接受了完整的癌症治療。在雜誌訪談中，她透露從2002年開始身體便出現警訊。症狀包括全身起疹子、疲勞、體重減輕、夜間盜汗以及在脖子上出現腫塊。「當我在做仰臥起坐的時候，感覺脖子有些不對勁。我發現喉嚨有個小硬塊，不會痛也看不見，但我能感覺到它的存在。」 黛兒塔在治療過程中因為使用了化學療法及放射線療法，導致掉髮。
 

2004年所發行的專輯《錯的多美麗》之中——特別是《Extraordinary Day》這首歌——便是在與病魔對抗的過程中所創作的。 回憶起這段日子，她說：
|  | 每當我看到那時候的照片，真的覺得很不可思議。事實上我已經生病了，但我一直不願意對外公布。沒有任何人看見我那時生病的樣子……我只有18歲，在家鄉有張冠軍專輯和單曲，在英國也獲得亞軍。對我來說真是個極端的一年。 |

2007年，黛兒塔的母親被指出罹患乳癌。

### 感情世界
在參與戲劇《Neighbours》的演出時，黛兒塔與一起參與的演員 Blair McDonough 交往，之後的單曲《絕不是我》被推測是描述兩人分手。 2004年她與澳洲網球選手馬克·菲利普西斯交往。《comeback》及《Out of the Blue》兩首歌在描寫菲利普西斯在黛兒塔對抗癌症的過程中不斷給予的支持與幫助。 兩人戀情在新聞報導菲利普西斯另結新歡後結束。 報導指出菲利普西斯在與黛兒塔分手前就開始與芭黎絲·希爾頓交往。雖然菲利普西斯否認這項報導，但黛兒塔證實了這項傳言。 2004年她開始與曾在單曲《Almost Here》中合作的前西城男孩團員布萊恩交往，這引起了英國廣大小報的追逐。2006年五月報紙宣稱黛兒塔的母親為了讓她能專心於事業上，勸她結束與布萊恩的關係。
2007年11月30日，黛兒塔和布萊恩宣布兩人訂婚的喜訊。兩人計畫在2009年年底在悉尼結婚，但因為聚少離多，加上性格不合，最後在2010年5月分手。在2011年3月與鍾拿斯兄弟的尼克·強納斯傳出姐弟戀，於2012年2月分手。

### 家庭
黛兒塔與她的家人們都十分親密，包括母親 Lea、父親  Denis 和弟弟 Trent。 Trent 因其澳式足球球員的身分而受到矚目，許多人認為他將會是澳式足球聯盟選秀會中的新秀之一。 他最初是雪梨澳式足球聯盟東岸老鷹的一員，曾在18歲級比賽中，代表新南威爾斯/首都特區擊敗塔斯馬尼亞。黛兒塔原先希望他能加入她最愛的隊伍雪梨天鵝，但最後並未獲得青睞，Trent 前往南澳州，加入南澳洲國家足球聯盟中區足球俱樂部。

### 慈善事業
黛兒塔固定會到醫院探視病童，並以她自身對抗癌症的經驗幫助其他也一樣罹患癌症的年輕朋友。另外還將「The Visualise Tour」的一部分門票收入捐給由她自己創立、幫助癌症研究的「Delta Goodrem Leukaemia & Lymphoma Research Trust Fund」。 2005年5月幫助一個英國網站「Teen Info on Cancer」的運作，該網站主要目的是幫助年輕病患。 2005年11月，她成為澳洲調查（Research Australia）的感謝日（Thank You Day）大使，對全國的醫療研究者表達敬意並接受了一座「Thank You Day Celebrity Advocacy Award」以表揚她對於澳洲醫療研究及慈善機構的募款及關心。 她成為英國美髮業最大的募款活動「Alternative Hair」的代言人，募款所得將捐助「Leukaemia Research」癌症基金會。 她也是RADD的成員之一，該組織期望能提高民眾對於酒駕危險的意識。

## 音樂作品

### 錄音室專輯
- 2003：《純真眼眸》
- 2004：《錯的多美麗》
- 2007：《美麗再續》
- 2012：《宇宙的孩子》
- 2013：《純真眼眸 10周年版本》

## 演出作品
| 年度 | 形式   | 標題                                    | 角色               | 附註 |
| ---- | ------ | --------------------------------------- | ------------------ | --- |
| 1993 | 電視劇 | 《Hey Dad..!》                          | Cynthia Broadhurst | 在《The Real Ladies Man》這集登場。                                                                                       |
| 1993 | 電視劇 | 《A Country Practice》                  | Georgina Bailey    | |
| 1995 | 電視劇 | 《Police Rescue》                       | Shopie Harris      | 在《Conduct Endangering Life》這集演出。                                                                                  |
| 2002 | 電視劇 | 《Neighbours》                          | Nina Tucker        | - 飾演主要角色 (2002-2003) - 回到劇中客串五集 (2004) - 《Love Is Blind》 (2005) - 《Friends For Twenty Years》一集 (2005) |
| 2004 | 電視劇 | 《North Shore》                         | Taylor Ward        | 《The Ex-Games》和《The End》兩集。                                                                                       |
| 2005 | 電影   | 《我的同班靚女》 (Hating Alison Ashley) | Alison Ashley      | 第一次電影演出 |

## 外部連結
- 黛兒塔官方網站（页面存档备份，存于）
- 黛兒塔官方慈善網站 （页面存档备份，存于）
- take40.com 黛兒塔藝人檔案
- 黛兒塔在互联网电影资料库（IMDb）上的資料（英文）